# Copa Juan Santamaría 1975
La segunda edición de la Copa Juan Santamaría fue realizada en 1975 (fue la edición 38 de los torneos de copa de Costa Rica), este torneo contó con la representación de equipos de todas las provincias del país, incluida por primera vez la provincia de Guanacaste con el equipo Asociación Deportiva Guanacasteca.
El goleador de torneo fue Luis Aguilar de Turrialba F.C.con 8 goles anotados.
El monarca del torneo fue Turrialba F.C. al vencer en la final al Municipal Puntarenas. La final fue disputa a doble partido con resultados de 2-1 y 1-2 (el equipo turrialbeño se coronó campeón por mejor rendimiento), obteniendo su segundo título de copa en la historia. 
Luego de ganar la ida de la final por la Copa Juan
Santamaría (2-1), Turrialba F.C. debe ir al estadio Lito Pérez a buscar el cetro copero. Tras caer 2-0 en la final de vuelta, se van a tiempos extras (el criterio de desempate es por triunfos, no por puntaje global). Al minuto 103" Luis Aguilar anota el gol que será el definitivo a favor de Turrialba, aprovechando un rebote del portero Rojas de Puntarenas.
|               |
| Turrialba F.C |
|               |
|               |
| 2° título     |

| Predecesor: Torneo de Copa 1974 | Torneo de Copa de Costa Rica 1975 | Sucesor: Torneo de Copa 1977 |